# Admontita
La admontita es un mineral de la clase de los minerales boratos. Fue descubierta en 1978 en Admont (Austria), siendo nombrada así por esta localidad. Un sinónimo es su clave: IMA1978-012.

## Características químicas
Es un borato hidroxilado e hidratado de magnesio, con estructura molecular de neso-hexa-borato. Antes de su descubrimiento en estado natural había sido fabricada artificialmente y caracterizada.

## Formación y yacimientos
Se ha encontrado en un depósito de yeso.
Suele encontrarse asociado a otros minerales como: yeso, anhidrita, hexahidrita, loweíta, eugsterita, pirita o cuarzo.